# Воробйово (Краснокамський район)
Воробйо́во (рос. Воробьёво, башк. Воробьев) — присілок у складі Краснокамського району Башкортостану, Росія. Входить до складу Музяківської сільської ради.
Населення — 214 осіб (2010; 130 у 2002).
Національний склад:
- росіяни — 68 %